# محطة قطار حيفا – حوف هكرمل

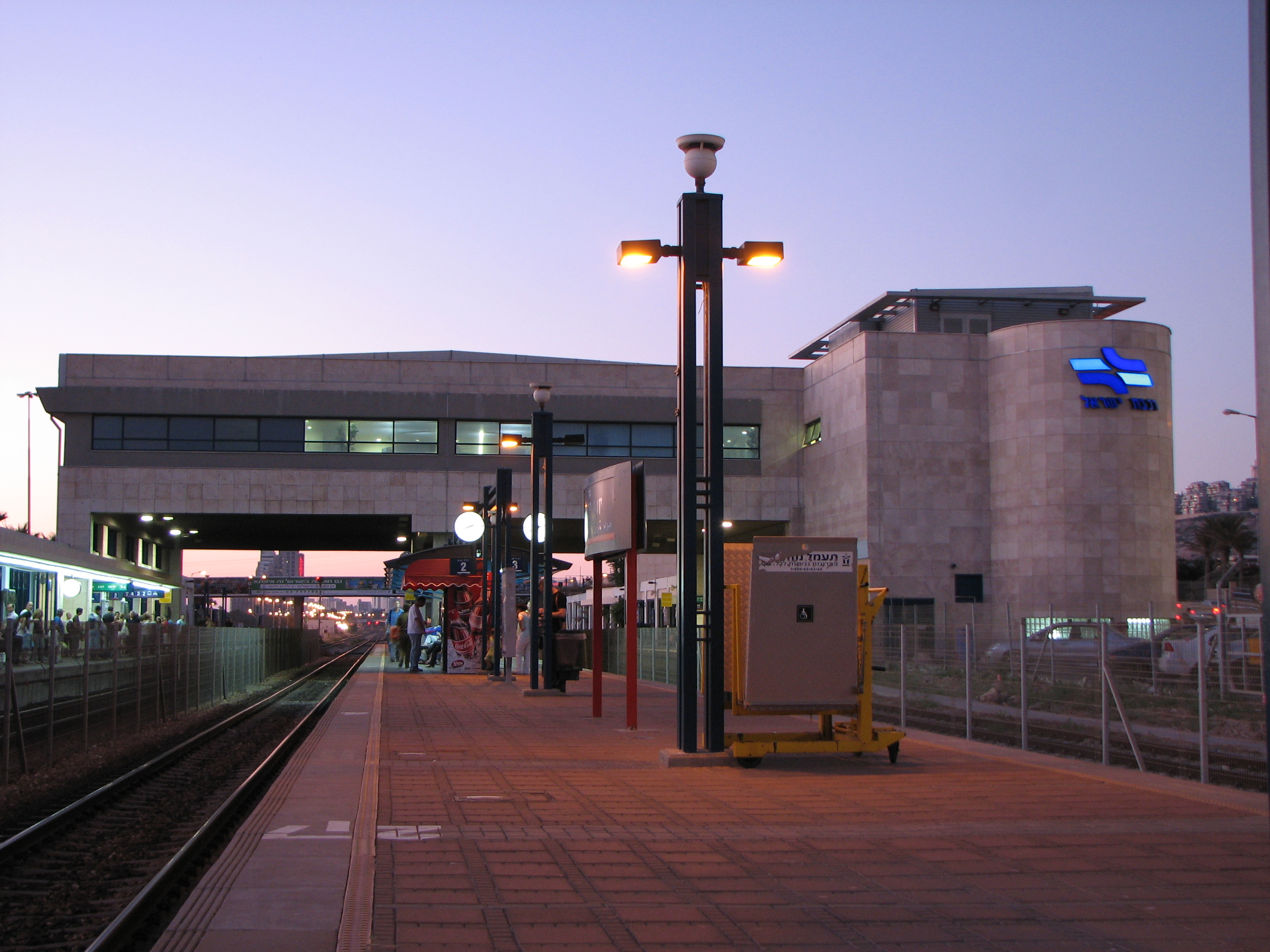
محطة القطار

محطة قطار حيفا – حوف هكرمل (بالعبرية: תַּחֲנַת הרַכֶּבֶת חֵיפָה – חוֹף הַכַּרְמֶל تَخَنَات هَرَكِيڤِت خِيفَا – خُوف هَكَرْمِل) وتُترجم إلى محطة قطار حيفا – شاطئ الكرمل، هي محطة قطار للركاب تقع على السكة الحديدية الساحلية وتخدم بشكل رئيسي جنوب غرب مدينة حيفا وطيرة الكرمل وعدد من كيبوتسات وموشافات المجلس الإقليمي حوف هكرمل. تقع المحطة على بعد بضع عشرات الأمتار من شاطئ دادو الذي تقع بجانبه محطة الحافلات المركزية حوف هكرمل ومجمع مركز الصناعات العلمية هايتك (بارك ماتام)، وليس بعيدًا عن ملعب سامي عوفر، ومركز المؤتمرات، ومول حيفا، وكاسترا مول.

## تاريخ
في مكان إنشاء المحطة تواجدت سابقًا محطة قطار كفر سمير التي بنيت في عهد الانتداب البريطاني وخدمت معسكر الجيش البريطاني (اليوم قاعدة للجيش الإسرائيلي) لنقل المؤن والذخيرة. بعد قيام دولة إسرائيل اُستعملت المحطة كمحطة تشغيلية لخدمة القطارات.
بدأ بناء المحطة الجديدة في مايو 1998 بعدما ربحت شركة «أ. فبر» بمناقصة بنائها، كجزء من مشروع تطوير البنية التحتية للمواصلات العامة في حيفا. كان هدف المشروع تقليل الازدحام المروري في وسط المدينة. لهذا خُطط لمحطتي حافلات مركزيتين في ضواحي المدينة هما مركزيت همفراتس في الشمال الشرقي ومركزيت حوف هكرمل في الجنوب الغربي، وبجوار محطتي قطار هما مركزيت همفراتس وحوف هكرمل. من بين هذه المحطات الأربع كانت محطة قطار حيفا – حوف هكرمل أول محطة تم افتتاحها وذلك في 10 يوليو 1999.

## تصميم
تضم المحطة أربع سكك حديدية. السكة الملاصقة للرصيف 1 مخصصة للقطارات المتجهة شمالًا، والسكة الملاصقة للرصيف 2 مخصصة للقطارات المتجهة جنوبًا على الخط الرئيسي للسكك الحديدية. تستخدم السكة الملاصقة لرصيف 3 والسكة الملاصقة لرصيف 4 للقطارات المتجهة إلى الكرايوت وكرمئيل.
الرصيف 1 الواقع إلى أقصى الغرب والمجاور لصالة ركاب صغيرة، والرصيف 4 الواقع إلى أقصى الشرق والمجاور لصالة الركاب الرئيسية، هما رصيفين جانبيين. يبلغ طول الرصيف 4 حوالي 70 مترًا، أما باقي الأرصفة فيبلغ طولها حوالي 250 مترًا. الرصيفين 2 و 3 هما رصيفين جزيرة.
يمكن الدخول والخروج من المحطة من كلا الصالتين ويمكن الوصول إلى الأرصفة بواسطة ممر تحت الأرض. يوجد ممر آخر تحت الأرض يسمح بتجاوز المحطة دون الحاجة إلى دخولها.